# Oracular Spectacular
Oracular Spectacular é o álbum de estreia e o primeiro grande lançamento da banda psicodélica MGMT, lançado digitalmente em 2 de outubro de 2007, através Columbia Records, e depois disponibilizado nos formatos CD e LP, em 22 de janeiro de 2008, através da Red Ink Records. 
O álbum vendeu mais de 1 milhão de cópias em todo o mundo e foi indicado para o melhor álbum internacional de 2009 no BRIT Awards. 
Oracular Spectacular apresenta novas versões de "Kids" e "Time to Pretend", músicas de seu lançamento anterior, o EP Time to Pretend (2005). 
O single "Time to Pretend" serve como uma "declaração de missão". O mesmo tema continuou nas seguintes faixas do álbum. 
Em 2016, na comemoração dos 100 bilhões de scrobbles (reproduções) do site Last.fm, os três singles do álbum ficaram nas três primeiras posições do top 10 de música eletrônica mais scrobblada para o site: "Electric Feel" ficou em 3º lugar, "Time to Pretend" em 2º e "Kids" em 1º.
A publicação NME nomeou Oracular Spectacular como o melhor álbum de 2008. Em 2009, a Rolling Stone americana colocou o álbum na 18ª posição dos melhores álbuns da década de 2000. Mais tarde, em 2012, a Rolling Stone incluiu Oracular Spectacular na atualização da sua lista The 500 Greatest Albums of All Time (em português, "Os 500 Melhores Álbuns de Sempre"), no nº 494. O álbum foi igualmente incluído no livro 1001 Albums You Must Hear Before You Die.
Em 2011, "Time to Pretend" ficou posicionado no nº 493 das melhores canções de sempre, de acordo com a Rolling Stone.
O remix do duo Justice para "Electric Feel" venceu o prêmio de Melhor Gravação Remixada - Música Não-clássica, na edição de 2009 do Grammy Awards.

## Faixas
| N.º | Título                       | Duração |  |
| 1.  | "Time to Pretend"            | 4:21    |  |
| 2.  | "Weekend Wars"               | 4:12    |  |
| 3.  | "The Youth"                  | 3:48    |  |
| 4.  | "Electric Feel"              | 3:49    |  |
| 5.  | "Kids"                       | 5:02    |  |
| 6.  | "4th Dimensional Transition" | 3:58    |  |
| 7.  | "Pieces of What"             | 2:43    |  |
| 8.  | "Of Moons, Birds & Monsters" | 4:46    |  |
| 9.  | "The Handshake"              | 3:39    |  |
| 10. | "Future Reflections"         | 4:00    |  |